# Норцов, Пантелеймон Маркович
Пантеле́ймо́н Ма́ркович Норцо́в (1900—1993) — советский оперный певец (баритон) и вокальный педагог. Народный артист РСФСР (1947). Лауреат Сталинской премии первой степени (1942).

## Биография
Родился 15 (28) марта 1900 год в селе Пасковщина Полтавской губернии.
В детстве пел в церковном хоре. В 1925 году окончил Киевскую консерваторию имени П. И. Чайковского (класс В. А. Цветкова). Был солистом оперных театров Харькова и Киева.
В 1925—1954 годах солист ГАБТ СССР.
В 1951—1962 годах преподавал в МПИ имени Гнесиных, с 1962 года — в МГК имени П. И. Чайковского(с 1973 года — профессор).

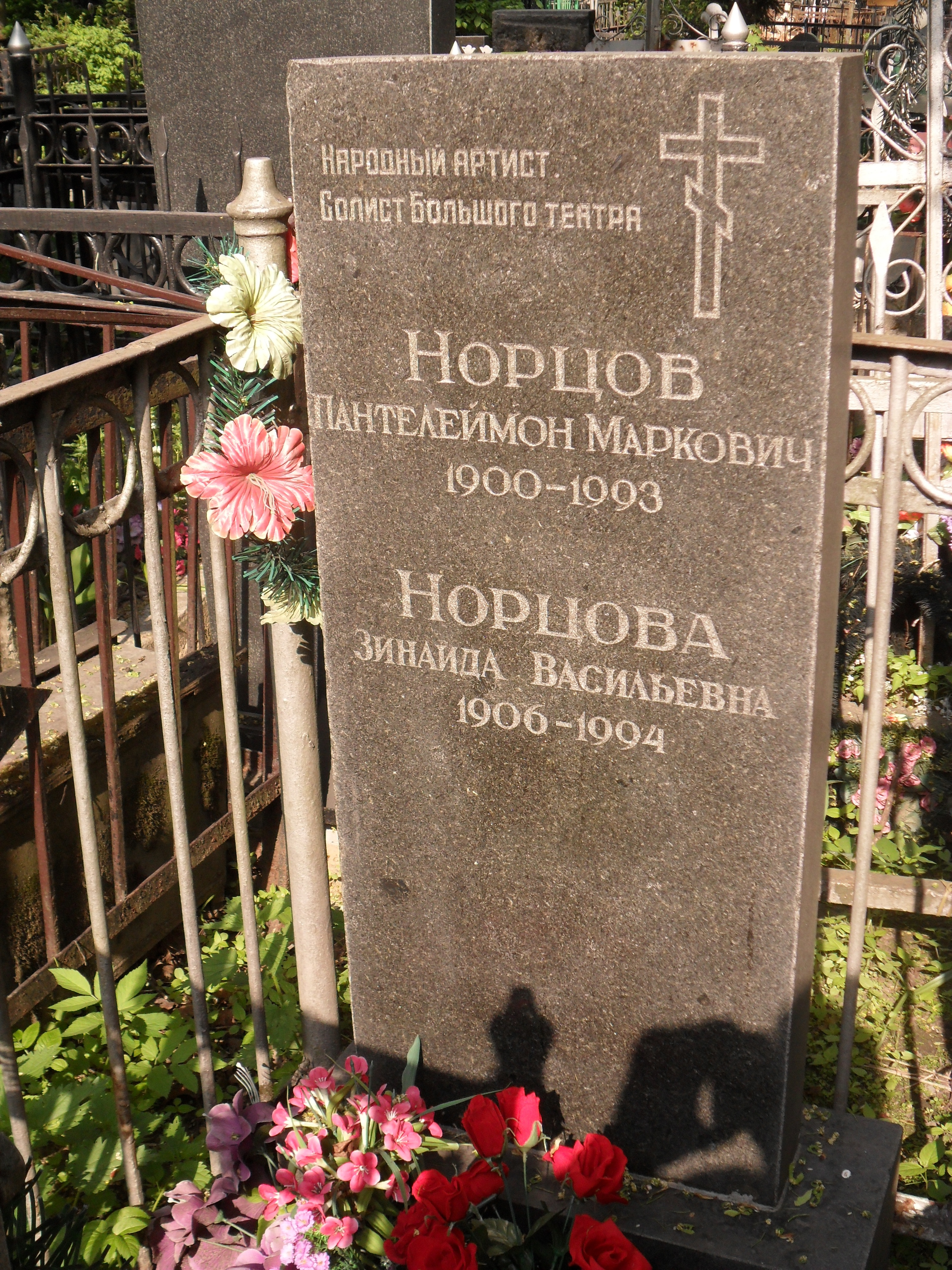
Могила Норцова на Ваганьковском кладбище.

Умер 15 декабря 1993 года. Похоронен в Москве на Ваганьковском кладбище.

## Оперные партии
- 1925 — «Садко» Н. А. Римского-Корсакова — Веденецкий (венецианский) гость; «Декабристы» В. А. Золотарёва — Придворный
- 1926 — «Ромео и Джульетта» Ш. Гуно — Герцог; «Пиковая дама» П. И. Чайковского — Елецкий; «Сказание о невидимом граде Китеже и деве Февронии» Н. А. Римского-Корсакова — Гусляр
- 1927 — «Кармен» Ж. Бизе — Моралес
- 1928 — «Травиата» Дж. Верди — Жермон; «Евгений Онегин» П. И. Чайковского — Онегин
- 1929 — «Садко» Н. А. Римского-Корсакова — Веденецкий гость; «Фауст» Ш. Гуно — Валентин; «Тупейный художник» И. П. Шишова — Аркадий
- 1930 — «Ромео и Джульетта» Ш. Гуно — Меркуцио; «Трильби» А. И. Юрасовского — Санди; «Снегурочка» Н. А. Римского-Корсакова — Мизгирь; «Вышка Октября» Б. Л. Яворского; «Кармен» Ж. Бизе — Эскамильо
- 1932 — «Севильский цирюльник» Дж. Россини — Фигаро; «Богема» Дж. Пуччини — Марсель
- 1933 — «Трубадур» Дж. Верди — граф ди Луна
- 1934 — «Гугеноты» Дж. Мейербера — Невер
- 1935 — «Мазепа» П. И. Чайковский — Мазепа
- 1938 — «Броненосец „Потёмкин“» О. С. Чишко — Клодт
- 1940 — «Иоланта» П. И. Чайковского — Роберт
- 1941 — «Черевички» П. И. Чайковского — Светлейший
- 1950 — «Дон Жуан» В. А. Моцарта — Дон Жуан

## Награды и премии
- Сталинская премия первой степени (1942) — за исполнение партии Светлейшего в опере «Черевички» П. И. Чайковского (1941)
- Народный артист РСФСР (5 ноября 1947)
- Заслуженный артист РСФСР (2 июня 1937)
- Орден Ленина (27 мая 1951)
- два ордена Трудового Красного Знамени (02.06.1937 — за выдающиеся заслуги в деле развития оперного и балетного искусства, 25 мая 1976[2])
- медали